# 戈帕尔·巴格莱
戈帕尔·巴格莱（1966年1月4日—），又译戈帕尔·巴格雷、戈帕尔·巴格拉伊，印度外交官，现任印度驻澳大利亚高级专员。

## 经历
戈帕尔·巴格莱生于1966年1月4日。
2020年5月至2023年12月15日，任印度駐斯里蘭卡高級專員。
2024年1月，出任印度駐澳大利亞高級專員。